# Immungoldfärbung

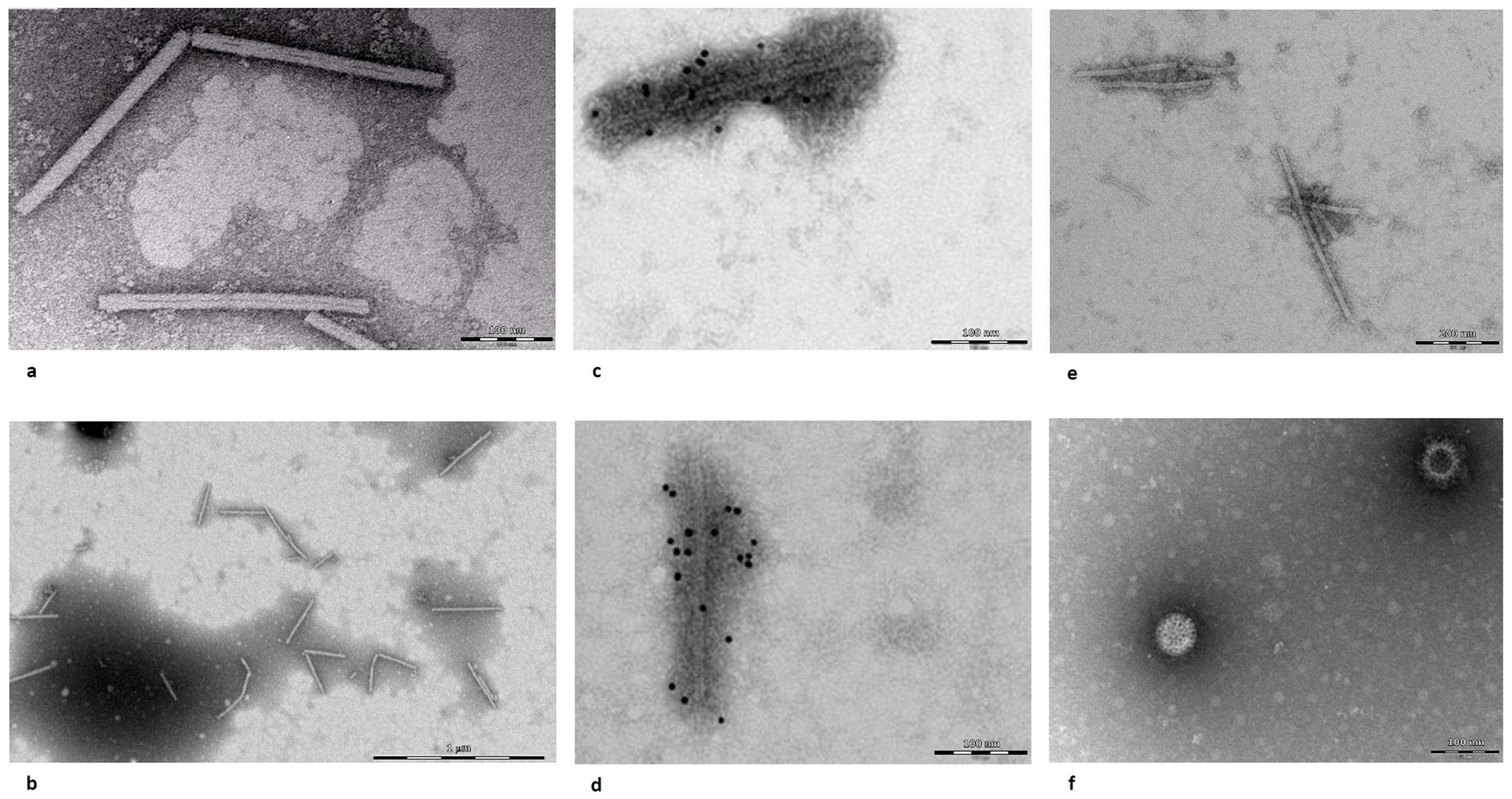
Immungoldfärbung des Virus PMMoV (Bilder c und d)

Die Immungoldfärbung (engl. immunogold staining) ist eine Immunfärbung, die als Reportersignal kolloidale Gold-Partikel tragen. Sie wird bei der Probenvorbereitung der Transmissionselektronenmikroskopie (TEM) verwendet.

## Prinzip
Die Immungoldfärbung basiert auf der Immunfärbung zur Markierung einzelner Antigene, jedoch werden Gold-Partikel mit einem Durchmesser von 5, 10 oder 20 nm an den Sekundärantikörper gekoppelt. Mit den unterschiedlichen Durchmessern können verschiedene Antigene parallel markiert werden. Die Goldpartikel besitzen eine vergleichsweise hohe Elektronendichte und sind dadurch weniger durchlässig für den Kathodenstrahl, wodurch die Partikel im TEM-Bild als dunkle, kontrastreiche Punkte erscheinen.
Als Probenvorbereitung von fixierten Geweben werden Dünnschnitte mit einem Mikrotom angefertigt. Um Aldehyde im Präparat zur reduzieren wird das Präparat für 5 Minuten in 0,1 % (m/V) Natriumborhydrid reduziert, gefolgt von mehreren Waschvorgängen mit PBS- oder TBS-Puffer. Suspensionen von Viren werden dagegen mit einer Airfuge auf ein PVA-beschichtetes Kupfergitter mit 100.000 g sedimentiert. Analog zur Immunfärbung werden anschließend die freien Proteinbindungsstellen im Präparat für 20 Minuten mit einer Blockierungslösung (5 % Rinderserumalbumin in PBS oder TBS) blockiert. Die Bindung des ersten Antikörpers (Primärantikörper) erfolgt in einer PBS- oder TBS-basierten Lösung mit 1 % Rinderserumalbumin. Nach weiteren Waschschritten in TBS oder PBS mit 0,1 % Rinderserumalbumin folgt die Inkubation mit dem goldmarkierten Sekundärantikörper in PBS oder TBS. Niedrigere Konzentrationen von Antikörpern mit längeren Inkubationszeiten erzeugen eine spezifischere Färbung. Alternativ kann anstatt dem goldmarkierten Sekundärantikörper ein goldmarkiertes Protein A oder Protein G verwendet werden. Eine anschließende Silberfärbung senkt die Nachweisgrenze um den Faktor 200. Dadurch kann die Markierung auch per Lichtmikroskop beobachtet werden.
Die Immunogoldfärbung wird auch für die Rastertunnelmikroskopie verwendet.

## Geschichte
Die Immunogoldfärbung wurde 1971 von W. P. Faulk und G. M. Taylor veröffentlicht.